# عيسى بن عمر العبدي
عيسى بن عمر العبدي (1842 – 1924) هو سياسي وقائد مخزني مغربي عين على رأس منطقة عبدة في عهد السلطان عبد العزيز بن الحسن، خلال فترة وصاية الصدر الأعظم باحماد. كان من أهم القياد الكبار في المغرب في الثلاثين السنة التي سبقت الحماية الفرنسية. اشتهر ببطشه وبقسوته وأيضا بالمجزرة التي ارتكبتها قواته في آسفي لقمع انتفاضة أولاد زيد المعروفة بعام الرفسة. وصفه المؤرخ أحمد بن محمد الصبيحي بالحجاج بن يوسف الثقفي في مؤلفه «عيسى بن عمر وفظائعه».
امتد مجال سلطته من الوليدية شمالًا (منطقة دكالة) إلى ما وراء نهر تانسيفت، في منطقة الشياضمة جنوبًا، وامتد غربًا إلى غاية مجال مراكش.

## حياته
ولد عيسى بن عمر في منطقة عبدة سنة 1842 في عائلة من قبيلة البحاترة التي ترجع أصولها، حسب الروايات الشفهية، إلى الحجاز وإلى الشرفاء العروسيين بالساقية الحمراء. كانت لعائلته مكانة مرموقة في قبيلة عبدة لنسبها وأيضا للثروة التي راكمتها بفضل تجارتها مع الأوروبيين ولعلاقاتها مع السلطة المخزنية. ظلت قيادة عبدة حكرا على المنحدرين من البحاترة بين 1847 و1914. أول قايد من البحاترة كان عمه أحمد بنعيسى بين 1847 و 1854 في عهد السلطان عبد الرحمن، ثم خلفه ابن أخيه محمد بن عمر الذي استطاع بسط نفوذ وسلطة مطلقة على منطقة عبدة بل ودمج الممتلكات المخزنية مع أملاكه الخاصة، وكان يحظى بحظوة خاصة لدى السلطان الحسن الأول. كان محمد بن عمر يتخذ عيسى، رغم صغر سنه، مستشاره الأول في تسيير أمور القيادة.
خلف عيسى أخاه في عمر 21 سنة وشغل منصب القايد بين 1879 و 1914، لمدة 35 سنة، في فترة حرجة من تاريخ المغرب كانت تتزايد فيها المخاطر الاستعمارية الأوروبية وتزايدت فيها عبر الضغوط التجارية والمالية والعسكرية والديبلوماسية على الدولة المغربية.
استطاع عيسى بن عمر أن يثبت سلطته على إقليم عبدة على المستوى الإداري والعسكري، وحاز ثقة السلاطين الذين اشتغل تحت إمرتهم: الحسن الأول والمولى عبد الحفيظ والمولى عبد العزيز. كان أيضا من أكبر المعبئين للموارد العسكرية للحركات السلطانية على المستوى البشري والاقتصادي عبر تعبئة القبائل الواقعة تحت نفوذه وإنتاجها الفلاحي.
استطاع عيسى بن عمر أن يدبر بشكل جيد أزمة انتقال السلطة التي عرفت بالبيعة الحفيظية حيث حافظ إلى آخر لحظة على علاقات جيدة مع السلطانين المتنافسين، عبد العزيز وعبد الحفيظ. بعد مبايعته للمولى عبد الحفيظ سنة 1907، كافأه بتعيينه وزيرا للخارجية (وزارة البحرية حسب التسمية المخزنية)، وكان من المعارضين للحماية الفرنسية وحاول أن يخلق توازنا لصد الأطماع الاستعمارية الفرنسية بالتقرب من منافستها ألمانيا.
بعد توقيع الحماية الفرنسية، قامت الإدارة الفرنسية بعزله ونفيه إلى سلا ليظل في إقامة جبرية إلى بين 1914 و1924، سنة وفاته. نقل جثمانه إلى مسقط رأسه حيث تم دفنه بحضور كبير من المشيعين وحسب المصادر التاريخية فقد أخرجت القبائل فرسانها لتحية الموكب الجنائزي لبن عمر.

## شخصيته
- وصفه فريدريك فايسغربر «كرجل ذي ذكاء حاد، صارم ودقيق، وملتزم دينيا وبأنه كان يردد الأذكار باستمرار، وكان يحيط مجلسه بالعلماء وذا ملبس متواضع».[1]
- كان عيسى بن عمر، على خلاف غالبية القياد الكبار في تلك الفترة، زاهدا في حياة الترف والمجون، ومحبا لمجالسة العلماء (بوشعيب الدكالي كمثال) وقد قال عنه المختار السوسي: «و لا عيب فيه إلا كثرة الفتك بأهل قبيلته فما أسهل إزهاق الأرواح عنده»[5]

## جدلية الشخصية
تثير شخصية القايد عيسى بن عمر تقييمات متناقضة في الذاكرة التاريخية الجماعية المغربية، فرغم الصورة السلبية التي رسختها الذاكرة الشعبية وبعض الكتابات التاريخية إلا أن الشخصية لم تكن منبوذة بشكل تام بين ساكنة عبدة بل كانت تحظى بشعبية وتثير الإعجاب، والدليل التشييع الاحتفالي والشعبي الذي رافق إعادة دفنه في عبدة.
بالمقابل يرى مؤرخون آخرون بأن شخصية بن عمر كانت ذات بعد وطني وبأن الفظاعات والممارسات العنيفة التي قام بها كانت تدخل، آنذاك، في منظومة السلطة المخزنية المغربية في التعامل مع الهامش ومناطق «السيبة»، ولم تكن بذلك خاصة ببن عمر وحده بل كانت هيكلية ويتحمل المسؤولية فيها سلاطين المغرب بالدرجة الأولى وكان أول من أطلق يد القياد بتفويضهم صلاحيات شبه مطلقة في تسيير مناطقهم هو المولى عبد الرحمن، مباشرة بعد الهزيمة المذلة في إيسلي، وكانت صدمة عسكرية للمغاربة بعد قرنين من انتصار وادي المخازن، لكي تتفرغ السلطة المركزية لمواجهة الأطماع الإمبريالية الأوروبية. ويبررون ممارساته بصعوبة الفترة التي كان يمر منها المغرب، نظرا للانحلال السريع لبنية الدولة وتزايد الاضطرابات وللفقدان التدريجي للدولة لسيادتها بفعل تعاظم التدخل الأجنبي والمحميين وخروج البوادي عن السيطرة، مما كان يفرض تطبيق سياسة زجرية عنيفة وترهيبية للساكنة.

## امتدادات ثقافية

### الشعر والأدب
- رواية المغاربة لعبد الكريم الجويطي: حيث تحضر شخصية عيسى بن عمر في الفصول التي تروي معايشة باشا بني ملال لقايد عبدة وتتلمذه على يديه في أصول الحكم وكيفية إخضاع وقمع الساكنة.
- قصائد العيطة المنسوبة لخربوشة[4]، التي كانت رمزا لمقاومة ولاد زيد ضد القايد بنعيسى، ومن أشهر ما نظمت:[5]

خربوشة مشي قصارة وركزة
خربوشة نخوة وعزة
تشفي الجراح وقت الحزة
فينك آعويسى، وفين الشان والمرشان
تعديتي وخصرتي الخواطر
وظنيتي القيادة على الدوام
فوقتك الجيد ما بقالو شان
والرعواني زيدتيه لقدام
سير آعيسى ولد عمر، آوكال الجيفة
ويا قتال خوتو ومحلل الحرام
عمّر الظالم ما يروح سالم
وعمّر العلفة ما تزيد بلا علام
ورا حلفت الجمعة مع التلات يا عويسى فيك لا بقات
أنا عبدة لعبدة وعيسى لا
نوضة نوضة حتى لبوقشور
نوضة نوضة حتى لدار السي قدّور
زيدو آولاد زيد راه الحال ما زال بعيد
آسعدية طلبي بوك عليا
إذا وتيت سامح ليا
واخا قتلني، واخا خلاني
ما ندوز بلادي راني زيدية
على كلمة خرجت البلاد وخرجت الحكام
لاسلامة ليك آ الأيام، أيام القهرة والظلام
فينك آعويسى، وفين الشان والمرشان
حرقتي الغلة، وسبيتي الكسيبة
و سقتي النسا كيف الأنعام
ويتمتي الصبيان بالعرام
بغيت السيبة ما بغيت حكام
سرجت للحق قلامي، وسرت فطريق مضلامة
مونسة بنور العالي، نجهر بكلامي وفعالي
كلمة فوق كلمة يتغير حالك وحالي
خربوشة مشي قصارة وركزة
خربوشة نخوة وعزة

تشفي الجراح وقت الحزة

### سينما وتلفزيون
- فيلم خربوشة لحميد الزوغي.

### مؤلفات تاريخية واجتماعية
- عيسى بن عمر وفظائعه، أحمد بن محمد الصبيحي.
- القائد عيسى بن عمر وثور ة أولاد زايد وواقعة الرفسة، إبراهيم كريدية.
- عيسى بن عمر، المصطفى فنيتير.